# Ameridion signum
Ameridion signum là một loài nhện trong họ Theridiidae.
Loài này thuộc chi Ameridion. Ameridion signum được Herbert Walter Levi miêu tả năm 1959.